# 劉易斯維爾鎮區 (北卡羅萊納州福賽斯縣)
劉易斯維爾鎮區（英語：Lewisville Township）是位於美國北卡羅萊納州福賽斯縣的一個鎮區。

## 地方資料
劉易斯維爾鎮區的面積為82.36平方千米，皆為陸地。根據2020年美國人口普查的數據，當地共有人口18645人，而人口密度為每平方千米226.38人。